# Pokal federacij
Pokal federacij je najvišje mednarodno reprezentančno teniško tekmovanje za ženske na svetu. Najuspešnejša reprezentanca je ameriška z osemnajstimi naslovi.

## Zmage

### Po reprezentancah
| Država                              | Zmage | Druga mesta                                                                 |
| ----------------------------------- | --- | --------------------------------------------------------------------------- |
| ZDA                                 | 1963, 1966, 1967, 1969, 1976, 1977, 1978, 1979, 1980, 1981, 1982, 1986, 1989, 1990, 1996, 1999, 2000, 2017 (18) | 1964, 1965, 1974, 1985, 1987, 1991, 1994, 1995, 2003, 2009, 2010, 2018 (12) |
| Češkoslovaška/ Češka                | 1975, 1983, 1984, 1985, 1988, 2011, 2012, 2014, 2015, 2016, 2018 (11)                                           | 1986 (1)                                                                    |
| Avstralija                          | 1964, 1965, 1968, 1970, 1971, 1973, 1974 (7)                                                                    | 1963, 1969, 1975, 1976, 1977, 1978, 1979, 1980, 1984, 1993, 2019 (11)       |
| Španija                             | 1991, 1993, 1994, 1995, 1998 (5)                                                                                | 1989, 1992, 1996, 2000, 2002, 2008 (6)                                      |
| Rusija/ · Sovjetska zveza           | 2004, 2005, 2007, 2008 (4)                                                                                      | 1988, 1990, 1999, 2001, 2011, 2013, 2015 (7)                                |
| Italija                             | 2006, 2009, 2010, 2013 (4)                                                                                      | 2007 (1)                                                                    |
| Francija                            | 1997, 2003, 2019 (3)                                                                                            | 2004, 2005, 2016 (3)                                                        |
| Zvezna republika Nemčija/ · Nemčija | 1987, 1992 (2)                                                                                                  | 1966, 1970, 1982, 1983, 2014 (5)                                            |
| Južna Afrika                        | 1972 (1) | 1973 (1)                                                                    |
| Belgija                             | 2001 (1) | 2006 (1)                                                                    |
| Slovaška                            | 2002 (1) |                                                                             |
| Združeno kraljestvo                 | | 1967, 1971, 1972, 1981 (4)                                                  |
| Nizozemska                          | | 1968, 1997 (2)                                                              |
| Švica                               | | 1998 (1)                                                                    |
| Srbija                              | | 2012 (1)                                                                    |
| Belorusija                          | | 2017 (1)                                                                    |